# Iglesia de San Jacobo (Klaipėda)
La Iglesia de San Jacobo (en lituano: Šv. Jokūbo bažnyčia; en alemán: Jakobuskirche) o la Iglesia de Lietuvininkai (en lituano: Lietuvininkų bažnyčia; en alemán: Litauische Kirche Memel) fue una iglesia luterana en Klaipėda, Lituania, que originalmente se completó y consagró en 1687. Tras el Gran Incendio de Klaipėda en 1854, Friedrich August Stüler preparó el último proyecto de reconstrucción de la iglesia y los trabajos de reconstrucción se completaron en el invierno de 1856.
A la iglesia asistían los lituanos prusianos (Lietuvininkai) y tenía una larga historia de sacerdotes de habla lituana. Cerca de la iglesia había una escuela parroquial de Klaipėdian dedicada a la comunidad lituana.
Después de la Segunda Guerra Mundial y la incorporación de la RSS de Lituania a la Unión Soviética, la iglesia dañada fue demolida por soldados de las Fuerzas Armadas Soviéticas utilizando tanques en 1959. A pesar de discusiones en la década de 1990, la iglesia no fue reconstruida.

## Historia

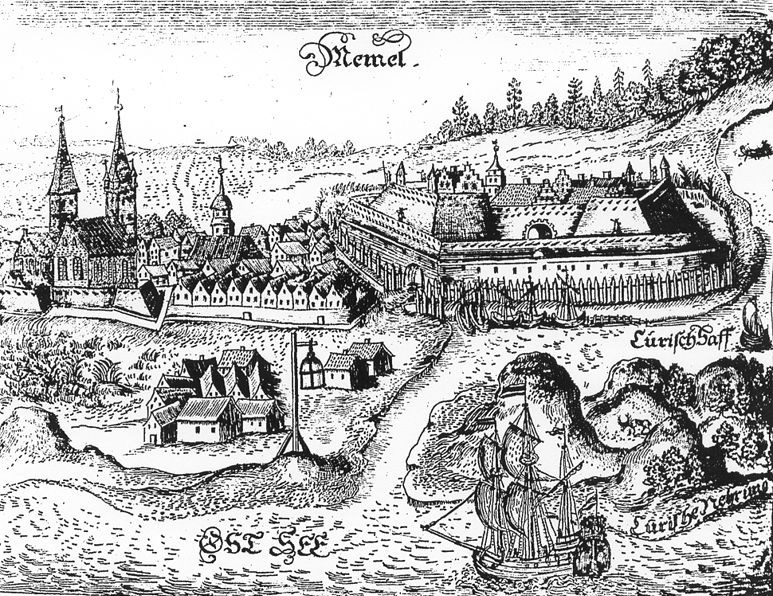
Panorama de Klaipėda antes de 1685 con la Iglesia de San Juan y la Iglesia de San Nicolás (desde la izquierda).

Eberhard von Sayn, el Gran Mariscal teutón, y Heinrich von Lützelburg, el obispo de Courland, acordó en un tratado construir dos iglesias: una para los colonos alemanes (Iglesia de San Juan), la otra para los nativos bautizados (Iglesia de San Nicolás). Los servicios de la iglesia se llevaban a cabo en latín y los sermones se daban en alemán, pero también había traductores al idioma de la gente local que tenían un lugar dedicado cerca del púlpito.
Tras la creación del Ducado de Prusia en 1525 y debido al movimiento de Reforma, la fe evangélica reformada se difundió en los idiomas de la población local, incluido lituano. En 1620, la parroquia lituana de Klaipėda se convirtió en una unidad independiente, pero en 1627, la iglesia de San Nicolás fue demolida debido a la necesidad de construir una muralla alrededor de una ciudad en crecimiento y la parroquia se quedó sin su propia iglesia.

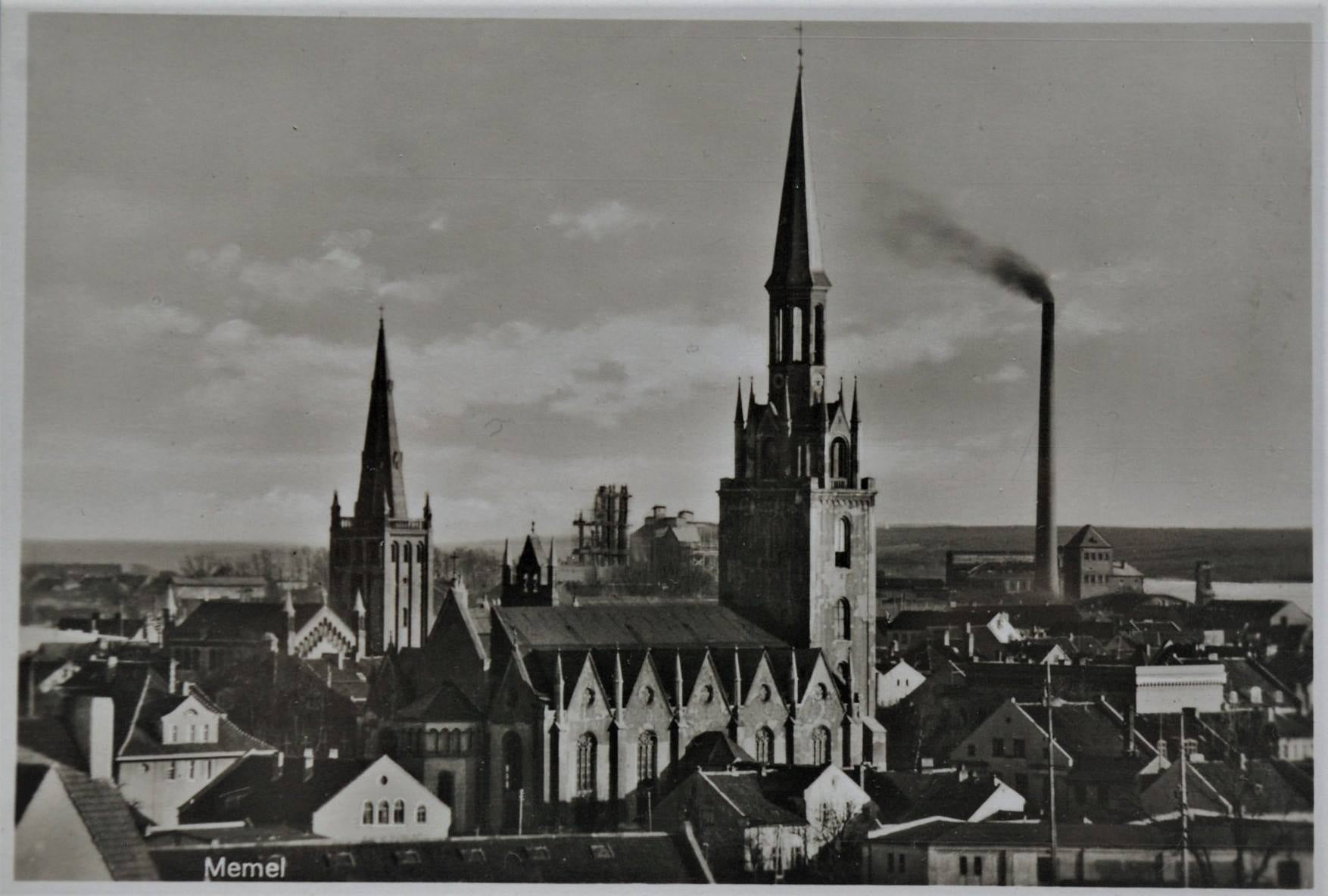
Panorama de Klaipėda con la Iglesia de San Jacob cerca de la torre de la Iglesia Evangélica Reformada y la Iglesia de San Juan en las décadas de 1920 y 1930.

La construcción de una nueva iglesia para la parroquia lituana comenzó en 1686 y la nueva iglesia fue consagrada en el verano de 1687. Johann Lehmann trabajó en la nueva iglesia y, al tener un gran conocimiento del idioma lituano, revisó la Grammatica Litvanica de Daniel Klein y escribió otros textos en lituano. Tras la muerte de Lehmann, la parroquia pasó a manos de su hijo, que trabajó allí durante 32 años, y luego de su nieto, que trabajó allí entre 1696 y 1722. Sacerdotes posteriores de la parroquia (ej. Abraham David Lüneburg, Johann Richter) también sabían lituano y publicaron textos lituanos.
La Iglesia lituana fue destruida durante el Gran Incendio de Klaipėda en 1854. En consecuencia, los feligreses recolectaron fondos y el arquitecto Friedrich August Stüler preparó el proyecto de reconstrucción, que se completó en el invierno de 1856.
La parroquia lituana de Klaipėda era grande (tenía 15 600 feligreses en 1848 y 16 000 feligreses en 1878). En 1852, los servicios alemanes comenzaron a celebrarse en la Iglesia lituana, y desde entonces la iglesia se llamó Landkirche, pero finalmente pasó a llamarse Iglesia de San Jacobo.
Karl Rudolf Jacobi trabajó en la Iglesia de San Jacobo entre 1859 y 1881 y en 1879 fue elegido presidente de la Sociedad Literaria de Lituania. Después de la muerte de Jacobi, fue reemplazado por Janis Pipirs, quien también es conocido por sus destacadas publicaciones lituanas.

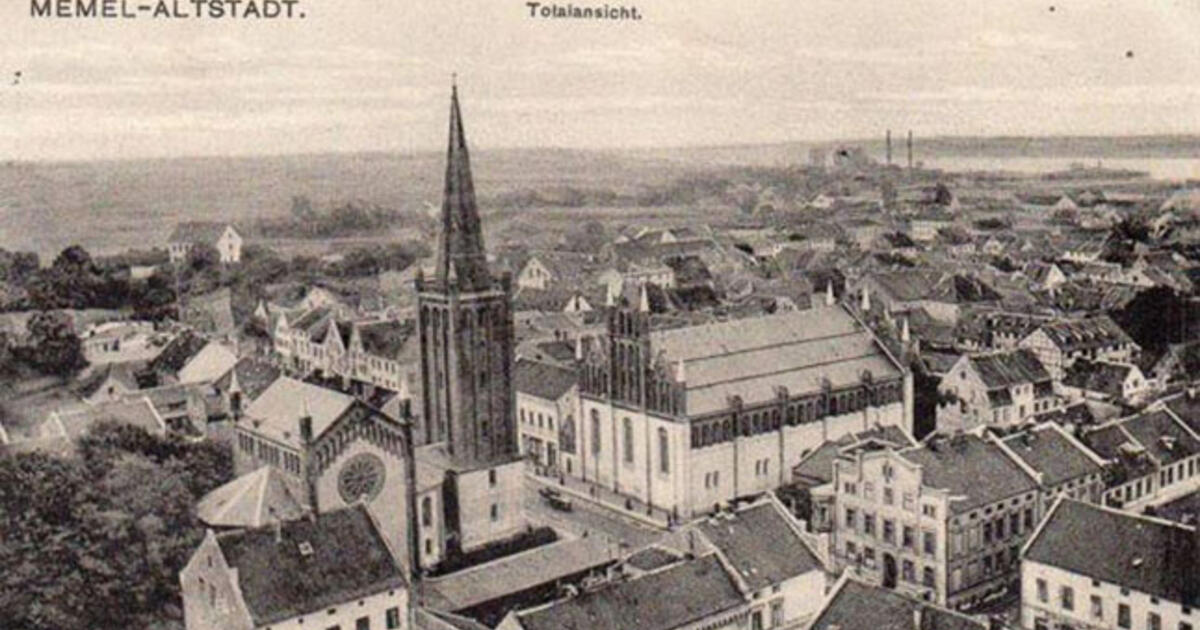
Vista del casco antiguo de Klaipėda con la Iglesia Evangélica Reformada (izquierda) y la Iglesia de San Jacobo (derecha) antes de la Segunda Guerra Mundial

Después de la revuelta de Klaipėda en 1923, los sacerdotes de la Iglesia de San Jacobo se mantuvieron leales a Lituania y no demostraron apoyo a Adolf Hitler en 1939.
En 1944, casi toda la parroquia luterana fue evacuada hacia el oeste para evitar la represión soviética. Después de la reocupación soviética de Lituania, los servicios religiosos se llevaron a cabo en la iglesia en 1945-1946, pero pronto los servicios religiosos fueron prohibidos por las autoridades soviéticas y la iglesia se utilizó como polígono de tiro desde 1950. Debido a la implementación contundente del ateísmo estatal en el período de posguerra de la República Socialista Soviética de Lituania, las iglesias dañadas de San Jacobo, San Juan, Evangélica Reformada, Anglicana y Católica de la Santísima Trinidad fueron completamente demolidas. La propiedad de las iglesias fue nacionalizada por las autoridades soviéticas.
Hubo discusiones en la década de 1990 para reconstruir la iglesia en lugar del centro comercial que se construyó en su sitio, pero no se realizó.